# Coral de Rua
Coral de Rua é um especial de final de ano produzido e exibido pela RecordTV. Originalmente foi ao ar em 22 de dezembro de 2011 e, devido à boa recepção da crítica, acabou ganhando dois novos especiais nos finais de ano seguintes, 2012 e 2013. As duas primeiras edições foram apresentadas por Marco Camargo. A última edição não teve um apresentador totalitário, ficando por conta de nove artistas contar as histórias dos participantes, sendo eles Rodrigo Faro, Marcos Mion, Chris Flores, Ticiane Pinheiro, Edu Guedes, Celso Zucatelli, Renata Dominguez, Raul Gazolla e Britto Júnior. Ganharia uma nova edição em 2021, mas teve as suas produções canceladas por motivos desconhecidos.

## Formato
"Eu saí às ruas para tentar mudar a vida dessas pessoas, e, no final, elas mudaram a minha. São pessoas simples, mas com um coração enorme. Dividem o que não têm com quem tem menos ainda."

— Marco Camargo sobre o programa.
Marco Camargo percorreu as ruas de São Paulo atrás de 26 pessoas que morassem nas ruas ou trabalhassem com algo que envolvesse isso – como catadores de materiais recicláveis e de papelão – e que tivessem histórias fortes e de grande carga emocional para contar ao Brasil, convidando-os para formar um coral. Os integrantes passaram a frequentar aulas de canto e expressão corporal com professores profissionais, além de passarem por transformações de visual. Sob a regência do maestro Vicente de Paula Salvia eles realizaram um show com o repertório que ensaiaram, no qual contou com a presença de diversos artistas e público em geral, além dos familiares e amigos de cada um, fato este que eles desconheciam. Durante a apresentação, entre uma música e outra, alguns dos integrantes com as histórias mais marcantes recebiam homenagens da família. Segundo o apresentador, a intenção do especial era tentar mudar a percepção das pessoas sobre suas próprias vidas e tentar fazê-los reativar a autoestima e o gosto em buscar melhorias.

## Edições
O primeiro especial foi ao ar em 22 de dezembro de 2011, com a apresentação realizada no Teatro Bradesco e trazendo a participação especial do cantor Belo, cantando com os integrantes, e Bianca Rinaldi, entoando uma mensagem de positividade entre as músicas. Estiveram presentes, entre artistas e jornalistas, Denise Del Vecchio, Britto Júnior, Carla Cecato, Gianne Albertoni, Edu Guedes, Raquel Nunes e Celso Zucatelli. Após a boa recepção do público, em 2012 o especial recebeu uma segunda edição, em 23 de dezembro de 2012, contando com a participação especial de Bruno & Marrone e do grupo. Neste ano, Entre os artistas que estiveram presentes durante os três especiais, estavam Ticiane Pinheiro, Helô Pinheiro, Roberto Justus, Paulo Gorgulho, Petrônio Gontijo, Gianne Albertoni, Supla, Maria Eugênia Suconic, Chris Flores, Bianca Rinaldi, Ana Paula Padrão, Ângelo Paes Leme, Fernando Falcão, Larissa Maciel e Cássio Reis.
Em 2013 Marco Camargo foi dispenssado da emissora após o fim de seu contrato, porém a direção decidiu dar seguimento à uma terceira edição do especial. A edição foi reformulada, colocando uma equipe de oito artistas responsáveis por conhecer e gravar as histórias das pessoas, sendo eles Rodrigo Faro, Marcos Mion, Chris Flores, Ticiane Pinheiro, Edu Guedes, Celso Zucatelli, Renata Dominguez, Raul Gazolla e Britto Júnior. A edição foi ao ar a terceira edição do especial, em 23 de dezembro, e mudou o local de gravação do show para a Escola de Música da Universidade Federal do Rio de Janeiro, trazendo a participação de . Entre os artistas que estiveram presentes durante os três especiais, estavam Nanda Ziegler, Nina de Pádua, Castrinho, Giuseppe Oristânio, Vitor Hugo, Cláudia Lira, Rafael Cortez, Cacau Mello, João Vitti, Renata Dominguez, Raul Gazolla, Stella Freitas, Maria Ceiça, André Di Mauro, Liége Muller, Mylena Ciribelli, Raymundo de Souza, Daniela Galli, Patrycia Travassos, Fabio Ramalho, Victor Fasano, Amin Khader, Jorge Pontual e Raquel Nunes.

## Músicas interpretadas

### 2011
- "O Natal Existe" (Edson Borges)
- "Conselho" (Almir Guineto)
- "Amor I Love You" (Marisa Monte)
- "Eternamente" (Belo) (com a participação especial de Belo)
- "Como Vai Você" (Roberto Carlos)
- "Noite Feliz" (Simone)
- "Do Seu Lado" (Jota Quest)

### 2012
- "Primeiros erros" (Capital Inicial)
- "Portão (Eu Voltei)" (Roberto Carlos)
- "Epitáfio" (Titãs)
- "Dormi na Praça" (Bruno & Marrone) (com a participação de Bruno & Marrone)
- "Marcas Do Que Se Foi" (The Fevers)
- "Lindo Balão Azul" (Guilherme Arantes)

### 2013
- "Eu Quero Apenas" (Roberto Carlos)
- "Casinha Branca" (Peninha)
- "De Volta Pro Meu Aconchego" (Elba Ramalho)
- "Tocando Em Frente" (Almir Sater) (com a participação de Sérgio Reis)
- "Felicidade" (Fábio Júnior)
- "Então É Natal" (Simone)